# نيلسون يو ليك واي
نيلسون يو ليك واي (بالصينية: 余力為) (و. 1966  م) هو مصور سينمائي، ومخرج أفلام، وكاتب سيناريو صيني، ولد في هونغ كونغ.

## وصلات خارجية
- نيلسون يو ليك واي على موقع IMDb (الإنجليزية)
- نيلسون يو ليك واي على موقع ألو سيني (الفرنسية)
- نيلسون يو ليك واي على موقع ألو سيني (الفرنسية)
- نيلسون يو ليك واي على موقع أول موفي (الإنجليزية)
- نيلسون يو ليك واي على موقع قاعدة بيانات الأفلام السويدية (السويدية)
- نيلسون يو ليك واي على موقع قاعدة بيانات الفيلم (الإنجليزية)
- نيلسون يو ليك واي على موقع كينوبويسك (الروسية)